# Cardinal nepot

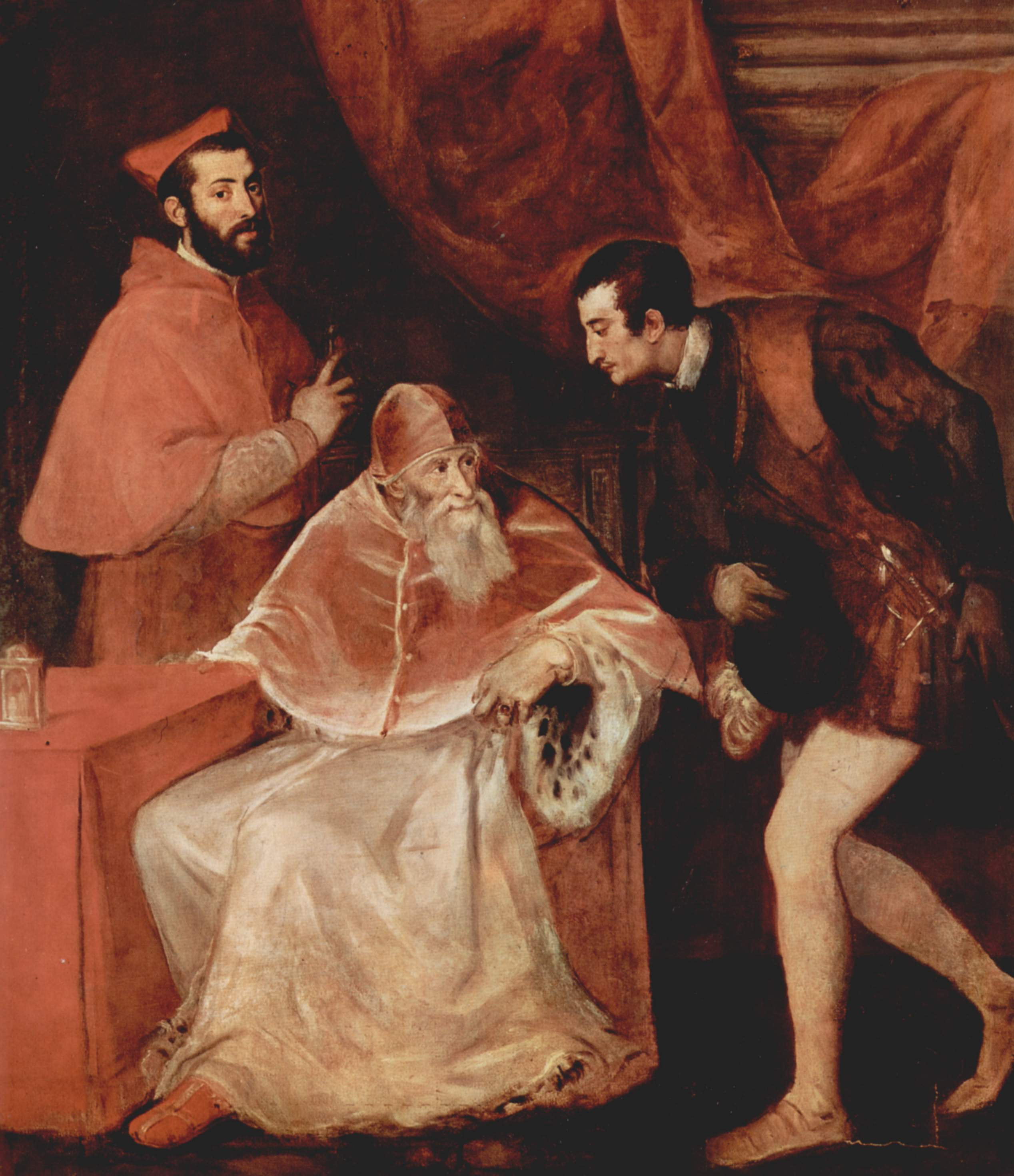
Papa Paul al III-lea cu cardinalul nepot Alessandro Farnese în spatele său, pictură de Tițian

Cardinalul nepot (în latină cardinalis nepos, în italiană cardinale nipote) a fost o funcție cheie în cadrul Statelor Papale din epoca Renașterii până în cea a barocului, ocupată de un nepot al papei. De la această formă de corupție instituționalizată provine termenul de nepotism.
Papa Inocențiu al XII-lea a interzis nepotismul în anul 1692, iar atribuțiile cardinalului nepot au fost preluate de cardinalul secretar de stat.

## Exemple
- Ranuccio Farnese (cardinal)⁠(en)[traduceți], nepotul papei Paul al III-lea
- Scipione Borghese⁠(en)[traduceți], nepotul papei Paul al V-lea
- Ludovico Ludovisi⁠(en)[traduceți], nepotul papei Grigore al XV-lea
- Carlo Borromeo (1538-1584) a renunțat de bunăvoie la funcția de cardinal nepot, mutându-se în 1563 la Milano, pentru a pune în practică asanarea Bisericii. Carlo Borromeo a murit ca episcop la Milano, oraș pe care a refuzat să-l părăsească în contextul unei epidemii de ciumă.